# Telefonhuset
Telefonhuset i Nørregade 21 i København var hovedkvarter for telefonselskabet KTAS fra 1910. Det fungerede også som hovedkvarter for Tele Danmark og senere TDC, indtil TDC flyttede til Teglholmen i 2008. Hovedbygningen ud mod Nørregade blev opført til brug for KTAS' administration, men den vigtigste bygning var faktisk Hovedcentralen, som lå i den bagvedliggende gård. Hovedcentralen blev brugt til at betjene det københavnske erhvervsliv fra åbningen i 1910, til den blev afløst af automatcentraler i 1960'erne og endeligt lukket i 1968. Hovedcentralen var kun beregnet til erhvervskunder, hvilket gjorde den særligt effektiv. Man sparede telefonister ved at slutte alle de stærkt talende abonnenter til den samme central. Til andre kunder fik man senere i telefonhuskomplekset de såkaldte D-centraler, Byen, Palæ og Minerva.
 Der er for få eller ingen kildehenvisninger i denne artikel, hvilket er et problem. Du kan hjælpe ved at angive troværdige kilder til de påstande, som fremføres i artiklen.

55°40′49.6″N 12°34′15.83″Ø / 55.680444°N 12.5710639°Ø